# 藤原まゆか
藤原 まゆか（ふじわら まゆか、1983年10月23日 - ）は、日本の女優、元子役。血液型はB型。神奈川県出身。本名同じ。
劇団東俳、オリオンズベルトに所属していた。現在は中国北京市に留学中である。

## 出演作品

### 映画
- RAMPO 黛監督版（1994年、松竹）
- 嵐の季節 THE YOUNG BLOOD TYPHOON（1995年）
- RAMPO インターナショナル・ヴァージョン（1995年、松竹）
- 学校の怪談（1995年、東宝）

### テレビドラマ
- 厄除け商売繁盛殺人事件1 浅草ほおずき市の夜から始まる恐怖の連鎖!（1994年、テレビ朝日）
- 息子よ甦れ!!（1995年、フジテレビ）
- あした家族になあれ（1995年、TBS） - 篠田良平（山下真司）の娘 役
- 金田一少年の事件簿スペシャル 雪夜叉伝説殺人事件（1995年、日本テレビ） - 綾辻真理（少女時代） 役
- 水戸黄門 第24部 第16話「瞼の父は悪の手先」（1996年、TBS）
- ひまわり（1996年、NHK） - 大川房子 役
- 冬の蛍（1997年、NHK）
- あぐり（1997年、NHK） - 望月理恵（三代目） 役
- 追跡2 家出少女と現金強奪犯の不思議な3日間（1997年、日本テレビ）
- ウルトラマンダイナ 第31話「死闘! ダイナVSダイナ」（1998年、毎日放送） - クドウ・ナツミ 役
- 再婚トランプ（1998年、TBS） - 飯田奈緒子 役
- 実録ドラマ　遺言・桶川ストーカー殺人事件（2002年、日本テレビ）
- ほんとにあった怖い話「深夜の鏡像」（2004年、フジテレビ） - 女 役
- エースをねらえ! 第6話「テニスへの冒涜」（2004年、テレビ朝日）
- 新選組! 第7話「祝四代目襲名」（2004年、NHK）
- 仔犬のワルツ 第1話「盲目の少女の友達は小犬だけ… 神様は愛と涙と宿命のピアノを与えた」（2004年、日本テレビ）
- 君が想い出になる前に 第8話「哀しみの結末」（2004年、フジテレビ）
- ほんとにあった怖い話「忘れられた記念写真」（2005年、フジテレビ）

### オリジナルビデオ
- バイノーラル・ミステリー 学校の怪談3（1994年、日本コロムビア）
- トイレの花子さん 消えた少女の秘密（1997年、ポニーキャニオン）
- トイレの花子さん 恐怖校舎（1997年、ポニーキャニオン）

### 舞台
- 水戸黄門

### CM
- 穴吹工務店
- ハウス食品「ククレカレー」
- パナソニック「ヨコヅナ」
- バンダイ